# 1949年バレーボール男子世界選手権
1949年バレーボール男子世界選手権は、1949年9月10日から9月18日にかけてチェコスロバキアのプラハで開催された第1回バレーボール男子世界選手権男子大会。国際バレーボール連盟が主催した初の国際大会である。
優勝はソビエト社会主義共和国連邦で、地元チェコスロバキアは準優勝だった。試合会場は屋外テニスコートを再利用したものであった。参加国は全部で10ヶ国だが、当時は出場国がヨーロッパに限定されていたため、事実上の「ヨーロッパ選手権」となっていた。

## 出場国
| Pool A - ベルギー - チェコスロバキア - ハンガリー - ソビエト連邦 | Pool B - ブルガリア - フランス - イタリア | Pool C - オランダ - ポーランド - ルーマニア |

## 最終結果
| 1949年男子世界選手権優勝国 |
| -------------------------- |
| · ソビエト連邦 · 初優勝    |

| 順位 | 国               |
| ---- | ---------------- |
| 1    | ソビエト連邦     |
| 2    | チェコスロバキア |
| 3    | ブルガリア       |
| 4    | ポーランド       |
| 5    | ルーマニア       |
| 6    | フランス         |
| 7    | ハンガリー       |
| 8    | イタリア         |
| 9    | ベルギー         |
| 10   | オランダ         |